# Садако и хилядата хартиени жерави
„Садако и хилядите хартиени жерави“ (на английски: Sadako and the Thousand Paper Cranes) е детски исторически роман, написан от канадско-американската писателка Елинор Кор и публикуван през 1977 г. Базиран е на историята на Садако Сасаки. Книгата е преведена на много езици и е публикувана на много места, за да се използва за програми за мирно образование в началните училища.

## История на прототипа
След като е диагностицирана с левкемия, причинена от радиация вследствие от атомната бомбардировка над Хирошима, приятелят на Садако ѝ казва да сгъне хартиени жерави (оригами) с надеждата да направи хиляда от тях. Тя е вдъхновена да го направи от японската легенда за този, който създал хиляда оригами жерави, комуто е изпълнено желание. Нейното желание е просто да преживее болестта си, за да може да изпълни мечтата си да бъде в отбора по бягане. В този преразказ на нейната история тя успява да сгъне само 644 жерава, преди да стане твърде слаба, за да сгъва повече, и да умре в съня си сутринта на 25 октомври 1955 г., знаейки, че семейството ѝ винаги ще бъде до нея. Приятелите и семейството ѝ помагат да завърши мечтата си, като сгъват останалите фигурки, които са погребани със Садако.

## История, прдставена в книгата
Твърдението в книгата на Кор, че Садако „умряла, преди да завърши 1000-та жерава, а двамата ѝ приятели изпълняват задачата, поставяйки готовите жерави в нейния ковчег“, не е подкрепено от оцелелите членове на нейното семейство. Според нейното семейство и особено по-големия ѝ брат Масахиро Сасаки, който говори за живота на сестра си на събития, Садако не само е надхвърлила 644 жерава, тя е надхвърлила целта си от 1000 и е починала, сгъвайки приблизително 1450 хартиени жерава. В книгата си „Пълната история на Садако Сасаки“, написана в съавторство със Сю ДиЧико, основател на проекта Peace Crane, Масахиро казва, че Садако е надхвърлила целта си.
Сасаки и семейството са дарили някои от жеравите на Садако на важни места по света: в Ню Йорк в Националния мемориал и музей на 11 септември, в Пърл Харбър, Хавай, в Президентската библиотека и музей на Хари С. Труман на 19 ноември 2015 г. , в Музея на толерантността на 26 май 2016 г. и Японско-американския национален музей три дни по-късно. Дарение на USS Arizona Memorial Crane и дарение на музея на президента Труман, подпомогнато от Клифтън Труман Даниел, който е внук на президента Труман.
След смъртта ѝ приятелите и съучениците на Садако публикуват колекция от писма, за да построят паметник на нея и всички деца, загинали от ефектите на атомната бомба. През 1999 г. статуя на Садако, държаща рубинен жерав, е открита в Мемориала на мира в Хирошима, наричан още Куполът на Генбаку, и инсталирана в Парка на мира в Хирошима.
В подножието на статуята има плоча с надпис: „Това е нашият вик. Това е нашата молитва. Мир на Земята“. Всяка година по време на празника Обон, който е празник в Япония за възпоменание на починалите духове на предците, хиляди хора оставят хартиени жерави близо до статуята. Създадена е онлайн база данни за хартиени жерави, за да могат сътрудниците да оставят послание за мир и да водят регистър на тези, които са дарили оригами.
| „ | Това беше първата човешка история, която някога съм виждал за Хирошима или Нагасаки, и си спомням, че казах на сина си Уесли, че е важно за него да разбере причината на своята страна и на своя прадядо да използва тези оръжия, но също така да разбере какво струва на хората от Хирошима и Нагасаки. Труман Даниел, внук на Франклин Рузвелт, след посещение в Хирошима, за книгата „Садако и хилядата хартиени жерави“. | “ |

| „ | И в края на нашата среща (синът на Масахиро Сасаки) пусна малък хартиен жерав в дланта ми и ми каза, че е последният, който Садако Сасаки е сгънала преди да умре. | “ |

## Свързани произведения
В допълнение към историята на Елинор Кор, публикувана за първи път през 1977 г., историята на Садако става позната на много ученици по света чрез романите „Садако иска да живее“ (1961 г., на немски: Sadako will leben) от австрийския писател Карл Брукнер. Садако се споменава накратко и в „Децата на пепелта“, исторически разказ на Робърт Юнгк за живота на жертвите и оцелелите от Хирошима и за Втората световна война в Япония.
Масахиро Сасаки, по-големият брат на Садако, съавтор на The Complete Story of Sadako Sasaki с основателя на The Peace Crane Project, Сю ДиЧико през 2018 г., пренасяйки това, което според него е пълната история на Садако, в англоезичния свят за първи път. Книгата съдържа много семейни снимки и нови илюстрации, невиждани дотогава от публиката. Масахиро също написва „Хилядата хартиени жерави на Садако“, публикувана на японски през 2013 г.
„Садако и хилядата хартиени жерави“, филм на режисьора Джордж Левенсън и базиран на книгата на Елинор Коер (книга), по сценарий на Джордж Левенсън, с участието на Лив Улман като разказвач, е издаден през 1991 г.
Evolving Pictures Entertainment продуцира филм с условно заглавие „Садако и магията на хартиените жерави“, фокусиран върху истинска история, написана от трикратния носител на „Оскар“, продуцент, режисьор и документалист Малкълм Кларк за хроника на група ученици от пети клас от Албакърки, Ню Мексико, когато са вдъхновени от своя учител, сбъдват мечтата си за изграждане на паметник в чест на легендата и духа на младото момиче Садако Сасаки. През 2019 г. е обявено, че започва производство на филм, озаглавен One Thousand Paper Cranes, с Евън Рейчъл Ууд, играейки Елинор Кор, разказвайки историята на Кор и Садако и „как животите им са сложно свързани“.
Има и статуя на Садако в Сиатълския парк на мира. В допълнение историята на Садако е драматизирана на церемонията по откриването на Игрите на добра воля през 1990 г. в Сиатъл, когато след разказа на Ели Раб за историята на Садако около 400 местни ученици раздават около 20 000 хартиени жеравчета оригами на тълпата в деня на откриването, като по този начин почитат паметта на Садако и разпространяват нейната неосъществена мечта за световен мир. Предполага се, че сувенирните жерави в Сиатъл са били изработени от оригинални 1000 части, изпратени от деца от Япония.
Садако се превъръща във водещ символ на мира, който се преподава в японските училища на годишнината от бомбардировката в Хирошима. В знак на посвещение към нея хората по целия свят празнуват 6 август като годишен Ден на мира.
През ноември 2015 г. Миюки Сохара прави Orizuru 2015, образователен късометражен филм за деца. Този филм е история за приятелство и е направен с ученици от Лос Анжелис, холивудски актьори и екипи. Племенникът на Садако се появява във филм и пее песен за живота на Садако, „Инори“. Този филм е избран от Международния филмов фестивал в Хирошима през 2015 г. и след това е пуснат в Лос Анджелис на 27 май 2016 г., на премиерата си в САЩ. Тази дата съвпада с посещението на президента Обама в Хирошима с подарък за четири хартиени жерава. По същото време Миюки Сохара координира двете дарения на жерави на Садако за Музея на толерантността и Японско-американския национален музей. Тя също координира лекция, насърчаваща мира със Сасаки и Клифтън Труман Даниел, внук на президента Труман, до няколко училища в Южна Калифорния.
Лори Рубин и Джени Тайра, съоснователи и артистични директори на Ohana Arts, организация за детски театър и изкуства, базирана в Хонолулу, Хавай, са написали мюзикъл за младежки изпълнители, наречен „Мир на вашите крила“, базиран на живота на Садако Сасаки и нейното послание за надежда и мир за света. Мюзикълът е представен в Съединените щати и има подкрепата и одобрението на членовете на оцелялото семейство на Садако. Театралната компания Bell Shakespeare в Сидни, Австралия представя „Садако и хилядата хартиени жерави“ през сезона си през 1997 г.
Албумът Wanderer на дет метъл и метълкор групата Heaven Shall Burn съдържа песен, наречена Passage of the Crane, посветена на нейната история, както и Sadako's Wings of Hope в албума на Niobeth Silvery Moonbeams .
Албумът Sadako e le mille gru di carta от 2020 г. на италианската прогресив рок група LogoS е почит към наследството на Садако и е издаден на 75-ата годишнина от бомбардировката над Хирошима.